# Долги предков
«Долги́ пре́дков» (англ. Debt of Bones) — повесть Терри Гудкайнда. Впервые опубликована в 1998 году в антологии «Легенды». Затем опубликована как отдельная книга в твердом переплете в 2001 году и в мягкой обложке в 2004 году. Является приквелом к роману «Первое правило волшебника» и входит в цикл «Меч Истины».

## Краткое содержание
Перед возникновением границ между Д’Харой и Срединными Землями шла война. Зедд, являвшийся Великим волшебником Срединных земель, занимался подготовкой защитных мер против опасной магии Паниза Рала, когда в Замок Волшебника явилась просительница, принеся с собой сумку, наполненную костями. Просьба Эбби была простой: выплатить долг, спасти людей, её дом и Кони Кроссинг от д’харианцев, а также спасти её дочь. Но это оказался не простой долг для оплаты…

## Персонажи
- Зеддикус З’ул Зорандер — волшебник Первого ранга (Эйдиндрил, Срединные земли)
- Паниз Рал — магистр Д’Хары, сильный волшебник и отец Даркена Рала
- Эбби (полное имя Абигайль) — её мать была колдуньей, а она стала пропущенным звеном. Отец Зеддикуса большими усилиями спас Абигайль и её мать во время родов. После этого случая Зедда и Эбби связывает священный долг (Кони Кроссинг, Срединные земли)
- Делора — сильная колдунья, знакомая Зедда (Срединные земли)
- Мать-Исповедница — возможно, бабушка Кэлен Амнелл (Эйдиндрил, Срединные земли)
- Томас — волшебник Второго ранга (Эйдиндрил, Срединные земли)
- Анарго — сильный волшебник, руководящий целым легионом (Д’Хара)
- Мариска — старая женщина, служащая Д’Харе
- Эрилин — жена Зеддикуса Зорандера
- Яна — единственная дочь Эбби
- Филип — муж Эбби